# Discoglypha hampsoni
Discoglypha hampsoni är en fjärilsart som beskrevs av Swinhoe 1892. Discoglypha hampsoni ingår i släktet Discoglypha och familjen mätare. Inga underarter finns listade i Catalogue of Life.